# Paracyproidea dixoni
Paracyproidea dixoni is een vlokreeftensoort uit de familie van de Cyproideidae. De wetenschappelijke naam van de soort is voor het eerst geldig gepubliceerd in 1992 door Moore.